# O Yun-son
O Yun-son (en chosŏn'gŭl, 오윤손; en hancha, 吳雲生) es un entrenador de fútbol norcoreano. Entrenó al club April 25 de Pionyang, Corea del Norte.

## Trayectoria
Se unió al club 4.25 en el 2018, luego que dejará su cargo el entrenador Hwang Yang-song. Fue destacado en su país como el mejor entrenador del año 2018. En el 2019 obtuvo el segundo lugar del entrenador del año superado solo por Kim Kwang-min.

## Clubes
Actualizado al 4 de noviembre de 2019
| Club | País            | Año         | PD | PG | PE | PP | %  |
| ---- | --------------- | ----------- | -- | -- | -- | -- | -- |
| 4.25 | Corea del Norte | 2018 - 2019 | 21 | 14 | 4  | 3  | 77 |

Las estadísticas de rendimiento solo toman en cuenta los partidos de la Copa AFC